# BRP Manuel Gomez
Le BRP Manuel Gomez (PC-388) est le dix-septième patrouilleur côtier de la classe Jose Andrada de la marine philippine. Il a été mis en service dans la marine philippine en 1996, et est actuellement en service dans la force de combat littorale de la flotte philippine.
Il a d’abord été désigné comme Fast Patrol Craft, et a été numéroté « DF-388 », mais plus tard, il a été redésigné comme une canonnière de patrouille, et a été renuméroté « PG-388 ». Une autre reclassification a été effectuée en avril 2016, qui l’a finalement rebaptisé comme le patrouilleur côtier « PC-388 ».

## Conception
En 1989, les Philippines ont passé une commande de 4 patrouilleurs rapides à Trinity-Equitable (anciennement Halter-Marine Equitable) pour 9,4 millions de dollars. Le premier des quatre navires, arrivé le 20 août 1990, a été nommé BRP Jose Andrada. Il a été nommé d’après Jose Andrada, qui était l’un des premiers officiers de la patrouille offshore du gouvernement du Commonwealth des Philippines. Les Philippines ont commandé un navire supplémentaire en avril 1990 et trois navires supplémentaires en août 1990. En mars 1993, onze autres navires ont été commandés. Au total, 22 navires ont été acquis par la marine philippine jusqu’en 1999.
Le navire a été construit selon les normes de la Garde côtière américaine avec une coque et une superstructure en aluminium. Il est propulsé par deux moteurs Diesel Detroit Diesel Corporation 16V-92TA d’une puissance combinée d’environ 2800 ch, entraînant deux hélices et donnant une vitesse maximale de 28 nœuds (52 km/h). L’autonomie maximale est de 1200 milles marins (2200 km) à 12 nœuds (22 km/h) ou de 600 milles marins (1100 km) à 24 nœuds (44 km/h).
Le navire était conçu à l’origine pour transporter un canon de 40 mm Mk.3, un mortier de 81 mm à l’arrière et quatre mitrailleuses de 12,7 × 99 mm OTAN (calibre .50),. Au lieu de cela, il est armé d’un chain gun M242 Bushmaster de 25 mm sur un affût Mk.38 Mod.0, de quatre mitrailleuses Browning M2HB de calibre 12,7 mm sur des affûts Mk.26, dont deux positionnées à l’avant et deux à l’arrière, et de deux mitrailleuses M60 de 7,62 × 51 mm OTAN (calibre .30), toutes deux montées au milieu du navire. Le navire peut transporter 4000 cartouches de 12,7 mm et 2000 cartouches de 7,62 mm. De grandes jumelles « Big Eyes » sont également transportées sur des supports trépied, l’un sur le gaillard d'avant et l’autre juste au-dessus du mât. Faisant partie du deuxième lot (PG-379 à PG-395), il est équipé d’un chain gun M242 Bushmaster Mk.38 Mod.0 de 25 mm que le premier lot de navires ne transporte pas,,.
Le patrouilleur est équipé d’un radar de recherche et de navigation de surface Raytheon AN/SPS-64(V)11, mais avec une antenne plus petite que celles utilisées sur les plus grands navires de la marine philippine,. Comme tous les autres navires de la marine philippine, il a été équipé du système de suivi des navires de la marine philippine (VTS) par le Naval Sea Systems Command.
Un bateau pneumatique semi-rigide de 4 mètres, propulsé par un moteur hors-bord de 40 ch, est rangé au milieu du navire.

## Historique
En novembre 2017, le BRP Manuel Gomez a participé à l’arrestation de six pirates présumés d’Abou Sayyaf près de la province de Sulu. Dans la soirée du 19 novembre, sur un lieu de pêche entre Sulu et Basilan, le bateau de pêche commerciale Nancy 888 a signalé qu’il était harcelé et poursuivi par deux bateaux avec des hommes armés. En réponse, la marine philippine a activé deux équipes des opérations spéciales à bord du BRP Manuel Gomez et les a envoyées sur les lieux. Les forces navales ont intercepté les pirates présumés près de l’île de Bolod et arrêté six suspects. En outre, elles ont confisqué un fusil d'assaut M16 avec quatre chargeurs de munitions.
Le 4 mars 2019, après avoir terminé un passage en cale sèche et d’autres réparations connexes au chantier naval de Fort San Felipe, dans la ville de Cavite, le BRP Manuel Gomez a été réactivé en même temps que quatre autres navires : le BRP Heracleo Alano (PC-376), le BRP Tausug (AT-295), le BRP Subanon (LC-291) et le BRP Bacolod City (LC-550). Leur remise en service a fait l’objet d’une cérémonie dirigée par le commandant de la marine philippine, le contre-amiral Danilo R. Rodelas. Les navires ont ensuite été déployés dans diverses unités opérationnelles navales. Leur retour en service a apporté une amélioration bienvenue à la capacité de la Marine philippine à patrouiller dans les vastes eaux territoriales du pays, à mener des opérations de sécurité intérieure et des missions de soutien logistique.
En juillet 2023, le BRP Manuel Gomez a participé à l’exercice de naufrage (SINKEX) lors du lancement de l’activité de soutien de l’aviation des Marines (MASA) 23, un exercice militaire bilatéral entre le Corps des Marines des Philippines (PMC) et le Corps des Marines des États-Unis (USMC). L’objectif de MASA 23 était d’améliorer les capacités des forces combinées à mener des opérations soutenues par l’aviation. Cela passe par la conduite d’entraînements et d’exercices conjoints et combinés qui développent la compétence des deux forces de Marines dans la réalisation de tâches liées à l’aviation. L’exercice de frappe maritime était l’un des points forts du MASA 23. Les deux forces de Marines ont testé le jeudi 6 juillet leur capacité à intégrer, planifier et exécuter des plans de tir et des tactiques pour couler un faux navire ennemi. La cible de l’exercice de naufrage, qui s’est tenu le 13 juillet au large des côtes de San Antonio, province de Zambales, était le BRP Lake Caliraya, un ancien pétrolier ravitailleur désarmé de la marine philippine. Le navire a été traité comme un navire hostile qui tenterait de débarquer des troupes sur les côtes de Zambales, une province du nord du pays qui a récemment fait l’objet de plusieurs exercices militaires en raison de sa proximité avec Taïwan. Parmi les participants à l’exercice de naufrage figuraient plusieurs navires de la marine philippine tels que la péniche de débarquement BRP Waray (LC-288), le patrouilleur BRP Nestor Reinoso (PC-380), la corvette BRP Conrado Yap (PS-39) et le patrouilleur BRP Manuel Gomez, ainsi que des avions de la Naval Air Wing. Divers navires américains ont également participé à l’exercice.